# 臺灣藝術
| \| 本條目屬於 臺灣系列 \| |
| 前往臺灣主題頁 |
| 臺灣概況 - 經濟 • 政治 • 法律 • 人權 • 能源 • 交通 行政區劃 • 城市 • 政府 • 政黨 • 選舉 • 總統 • 外交 軍事 • 族群 • 人口 • 公民 • 原住民族 • LGBT權益 臺海現狀 • 臺灣問題 |
| 臺灣文化 （總覽） - 文學 • 料理 • 茶藝 • 小吃 • 夜市 • 郵票 建築 • 語言 • 宗教 • 葬禮 • 古蹟 • 遺址 • 國寶 民俗文物 • 節日 • 教育 • 體育 • 媒體 • 眷村 文化活動 • 觀光 • 購物中心 • 百貨公司 世界遺產潛力點 • 歷史建築百景 • 流行文化                                                    |
| 臺灣藝術 （總覽） - 音樂 • 漫畫 • 動畫 • 電影 • 攝影 • 舞蹈 戲劇 • 臺劇 |
| 臺灣地理 （總覽） - 天文 • 氣候 • 地質 • 地震 • 斷層 • 火山 • 生態 濕地 • 山峰 • 山脈 • 湖泊 • 水庫 • 河流 • 溫泉 島嶼 • 海岸 • 特殊生物 • 保育生物 • 生態環境 自然保護區 • 國家公園 • 森林遊樂區 縣市級風景特定區 • 直轄市級風景特定區 國家級風景特定區                                 |
| 臺灣歷史 （詳細） - 史前時期(-1624)↓理蕃政策(1933) 原住民聯盟與政權↓奧蘭治城包圍戰(1662)↓澎湖海戰(1683)↓馬關條約(1895)↓日本投降(1945) 荷屬福爾摩沙/西屬艾爾摩莎 鄭氏政權清治時期 日治時期 戰後時期 │1624│1649│1674│1699│1724│1749│1774│1799│1824│1849│1874│1899│1924│1949│1974│1999│2024 |
| 閱 • 論 • 编 |
| 本條目屬於 臺灣系列 |

臺灣藝術，是台灣文化的一部份。臺灣自古以來社會中的藝術成份基本上充滿南島語族的風味，深具藝術張力，大多以雕刻、陶藝、織品等方式呈現，其中雕刻及陶藝以排灣族最為傑出，而織布以泰雅族最著名，隨著東亞地區的到來，一些手工藝隨著漢人的移居逐漸落腳於臺灣，例如寺廟、雕刻、活字、算命、歌仔戲、婚喪喜慶、辦桌文化、等等。1987年解嚴後，臺灣的社會走入開放多元的階段。加上台灣原住民意識抬頭，增添不少色彩，使美術發展綻放出多元的面貌。

## 歷史
目前台灣藝術研究學者論調，經常以時期區分，可分為早期、中期、近期。
早期的台灣藝術，大多從1895年台灣正式邁入日治時期開始算起，創作的範圍有很大一部份是油畫。
中期的台灣藝術則多由1946年日治時期結束後起算。
近期的台灣藝術區分的時間點較模糊而且具有爭議，如以台灣當代裝置藝術的起點算起，應可以將1983年台北市立美術館開館為一個時間點。

## 臺灣藝術教育師資培育
臺灣在日治時期開始，在基礎的義務教育的小學校（日本人就讀）及公學校（漢人就讀）中就陸續有圖畫、器用畫、手工畫等繪畫科目與課程，其相關師資絕大部分為日籍教師，為當時此類科目的教育目的並非培養學生具備美感、創意或藝術賞析等能力，而是以實用技藝為導向，除了教導學生對靜物或風景作描繪外，更主要的是培養學生具備將所見之物體的外觀正確地描繪下來的實用目的。同時，臺灣總督府為培養臺籍師資，乃陸續在全臺各地成立師範學校，最早在1899年，於臺中地區與臺南地區分別成立臺灣總督府臺中師範學校及臺灣總督府臺南師範學校。後又在1940年4月成立臺灣總督府屏東師範學校。
二戰結束後日本戰敗，國民政府接管台灣，日方將在臺的日人全數遣返，由於當時各級學校的教育人員與師資大多數為日籍人士，日人的遣返造成當時在臺灣各級學校中產生嚴重的「師荒」，國民政府乃接手日治時期各地的總督府師範學校，陸續改制為省立師範學校，或在中學之中成立簡易師範科，如1946年國民政府在省立臺東中學及臺東女中各附設簡易師範科一班，同時亦於1946年成立了臺灣省立師範學院。1960年代開始，各地的師範學校又陸續升格為師範專科學校。師範學校或師範專科學校皆以培養小學師資為主，中等學校師資的培養則以省立師範學院負責。師範專科學校為五年制教育，學生在第四年之後依個人志願進行分組，各地的師範學校大多設有體育、音樂、美勞、輔導、行政、特殊教育、幼兒等教學分組以培養各專業領域之師資，同時亦有部分師專採獨立成科的方式，如臺東師專設有當時全國唯一的國校體育師資科，臺中師專亦曾在1946年開辦過僅招收一屆的音樂師範科及美術師範科。省立師院亦在1948年成立四年制的音樂學系、藝術學系，專責培養中等學校音樂、美術師資。
1980年，國立臺灣師範大學成立音樂學研究所並設置有音樂教育組，乃台灣第一個音樂教育碩士。1987年，當時全臺九間師範專科學校，全數升格為師範學院，原有的國校師資科或普通科等改制為四年制的初等教育學系，而師專時期的教學分組亦逐年獨立成單一學系，如就在九間師專升格為師院的當年，臺北師院、臺北市立師院都成立了音樂教育學系；新竹師院則成立了臺灣第一個美勞教育學系，往後數年內各師範院校漸次成立音樂教育學系或美術教育學系。國立彰化師範大學及國立高雄師範大學亦在1993年各自成立美術學系；次年，高師大再成立了音樂學系。1998年，國立彰化師範大學成立藝術教育研究所，為臺灣第一個提供藝術教育碩士的教學單位，往後在1999年及2000年，新竹師院、屏東師院與花蓮師院也跟進，各自依序成立了美勞教育研究所及視覺藝術教育研究所，而其中較特別的是在2000年，臺北師院成立了全臺唯一的傳統音樂教育研究所，而屏東師院在同年成立的音樂教育學系碩士班，則是臺灣第一個音樂教育研究所。而2002年國立臺灣師範大學成立了美術教育博士班，乃臺灣第一個藝術教育的博士學位。
自1994年師資培育法公告後，師資培育管道多元化，傳統的師範院校失去師資培育的優勢與光環，使得師範院校被迫轉型，促使師範院校各學系開始去教育化、逐年調整為非師資培育學系，如在2000年，嘉義師院與國立嘉義技術學院併校為國立嘉義大學，並將音樂教育學系及美勞教育學系，調整為非師資培育的音樂學系及美術學系；甚至是師範院校本身脫離了師範體系，如2003年臺東師院改名國立臺東大學、2004年臺南師院改名國立臺南大學。2000年代開始，各師範院校中的音樂教育、美勞教育的學系或研究所陸續調整、轉型為非師資培育系所，如2004年臺北師院傳統音樂教育研究所改名音樂研究所、國立臺南大學美勞教育學系改名美術學系；2005年屏東師院音樂教育學系改名音樂學系，而新竹師院及花蓮師院的音樂教育學系及美勞教育學系，亦依序改名為音樂學系及藝術與設計學系。其中反其道而行的是國立臺中教育大學音樂學系再2005年成立了碩士班並分設音樂教育組。
2005年，僅餘的五間國立師範學院：臺北師院、臺北市立師院、新竹師院、臺中師院及花蓮師院，皆改名為教育大學；同年，國立臺北藝術大學成立藝術與人文教育研究所，這是臺灣第一個非師範體系大學所成立的藝術教育研究所。2006年，北市教大視覺藝術研究所與美勞教育學系整併為非師資培育的視覺藝術學系（含碩士班）；臺中教大美教系改名美術學系、音教系改名音樂學系；屏東師院視覺藝術教育學系改名視覺藝術學系。2007年，北市教大音教系改名音樂學系，同時國立臺灣藝術大學成立藝術與人文教學研究所。至此，臺灣各師範院校中的藝術師資培育學系已全數調整為非師資培育學系，但各校轉型後的音樂學系，及部分不具備師範院校背景的一般大學的音樂學系，在大學部或研究所階段設有學籍分組或教學分組的音樂教學組、演奏教學組等，延續了音樂師資培養的功能。2008年，國立花蓮教育大學併入國立東華大學，成為國立東華大學藝術學院。2009年，新竹教大美勞教育研究所併入藝術與設計學系為藝術教育與創作碩士班；2010年，於前兩年輔併校的國立東華大學，其原屬花蓮教大的視覺藝術教育研究所與原屬東華的民族藝術研究所整併並新設藝術創意產業學系。2011年，彰化師大藝教所亦併入美術學系為藝術教育碩士班。2016年，國立新竹教育大學併入了國立清華大學；2017年，國立東華大學藝術創意產業學系兩碩士班整併，宜花東及屏東地區最後一個藝術教育研究所走入歷史。

### 臺灣藝術教育學術單位

#### 視覺藝術
- 國立臺灣師範大學美術學系碩士班美術教育與美術行政組、博士班美術教育組
- 國立臺灣藝術大學藝術與人文教學研究所
- 國立臺北教育大學藝術與造形設計學系碩士班藝術教育組
- 國立臺北藝術大學藝術與人文教育研究所
- 國立東華大學藝術創意產業學系視覺藝術教育碩士班
- 國立清華大學藝術與設計學系藝術教育與創作碩士班
- 國立彰化師範大學美術學系藝術教育碩士班
- 東海大學美術學系碩士班

#### 音樂
- 國立臺灣師範大學音樂學系碩士班音樂教育組、博士班研究與教育組
- 真理大學音樂應用學系碩士班演奏教學組
- 臺北市立大學音樂學系碩士班音樂教育組
- 東吳大學音樂學系碩士在職專班演奏教學與音樂教育組
- 國立清華大學音樂學系碩士班音樂教育組
- 國立臺中教育大學音樂學系碩士班音樂教育組[7]
- 國立臺南大學音樂學系碩士班音樂教育組、鋼琴教學組、合唱教學組[8]
- 國立屏東大學音樂學系碩士班音樂教育組
- 國立臺東大學音樂學系碩士班音樂教學組